# ماجد المرحوم
ماجد المرحوم لاعب كرة قدم سعودي ،كانت بداياته مع نادي الكوكب ثم انتقل في عام 2005 إلى نادي الحزم وانتقل مطلع موسم 2008 - 2009 للعب في نادي الشباب السعودي يلعب في مركز الوسط المدافع ويلعب أحياناً في قلب الدفاع .
لعب بعد الشباب لأندية الكوكب و الشباب و الشعلة و الفيحاء و عاد بعدها إلى الحزم و بعدها لعب مع نادي السلمية .

## وصلات خارجية
- ماجد المرحوم على موقع قاعدة بيانات كرة القدم.إي يو (الإنجليزية)
- ماجد المرحوم على موقع Soccerway.com (الإنجليزية)